# 入江麻衣子
入江 麻衣子（いりえ まいこ、1993年2月6日 - ）は、日本のピアニスト、女優、声優、モデル、作曲家。長崎県長崎市出身。WITH LINE所属。
主な出演作に『マギアレコード 魔法少女まどか☆マギカ外伝』（三浦旭）、『東方ダンマクカグラ』（姫海棠はたて）、『モンスターストライク』（マーメイド・ローレライ、ケットシー) 、『D4DJ All Mix』（渡月麗）などがある。

## 来歴
3歳より音楽を学ぶ。2007年、第11回ピアラピアノコンクール全国大会（フランツ・リスト コンソレーション第6番）にてフレデリック・ショパン賞を受賞、月刊ショパンに掲載される。
活水高等学校ピアノ科に1代目の特待生としてスカウトされ入学、首席で卒業。以降、若い芽のコンサート上位入賞者による島巡りコンサートに出演。ブリックホール大ホール、カナリーホールにてソロ演奏する。2009年、長崎高校音楽コンクールA部門（水の戯れ・モーリス・ラヴェル）にてグランプリを受賞。同年、第51回若い芽コンサートオーディションにて奨励賞を受賞する。
東京音楽大学在学中、J KENのクリエイターとしてオリジナル作品を配信。主な作品の特徴として、民族曲が多い。
2014年1月26日、美のパイオニア・オスカープロモーションと声優の老舗・青二プロダクション、博報堂が共同で開催した美貌と美声2つの要素を兼ね備えた女優・声優を発掘する「第1回全日本美声女コンテスト」に応募総数14,434名の中から選ばれた12名のファイナリストの１人として本選大会に出場。当時生中継されていた視聴者によるグランプリ、ブルーオスカーニコニコ賞を受賞しオスカープロモーションに所属。芸能界デビュー。審査員は剛力彩芽、菊川怜、野沢雅子、古谷徹。
先述のコンテスト後、声優として正式にデビュー。初仕事はS.S.D.S～愛の究極診断(エクストリーム・エラー)へのゲストとしての出演であった。パーソナリティは速水奨、森田成一、増田俊樹。
2014年4月、第1回全日本美声女コンテストのファイナリストの中から選ばれた8人（辻美優、花房里枝、希水しお、吉村那奈美、入江麻衣子、美波わかな、奥谷楓、大槻瞳）で組まれた期間限定ユニットハニーチェガールズとして3か月間活動。
同年10月、ゲーム「はじける！キャラ＆ポップ」にてメインボイスを務める。それに伴い、デパートの屋上イベント等でくまモンの声を担当した。
2016年6月、テレビアニメ「orange」にてアニメ声優デビュー。
2017年5月、松本梨香が沖田総司の心の声を務める「新撰組伝～沖田総司の一生～」にて沖田の恋人、ヒロインお悠役に抜擢される。また当時、同時期に公演された夢幻の舞台でも、土方歳三の恋人であるヒロイン・お菊役を演じる予定であったが、舞台稽古中に激しい殺陣による第十肋骨骨折をした為降板となり、お悠のみの出演となった。この時が生まれて初めての殺陣であったと後に語っている。
同年8月にオスカープロモーションを退所しWITH LINEに所属になったと発表。
2019年3月、村山早紀公認で児童文学小説「シェーラひめのぼうけん」シリーズのイメージサウンドトラックを入江が手掛け、発表され。
2022年9月28日、ブシロードの「D4DJ」シリーズにて渡月麗を務める事が公式ホームページにて発表された。前任である志崎樺音が降板した事による後任キャストとなる。同年10月7日、TOKYO MXにて放送開始された「D4DJ Happy Around! の課外活動報告」第一回目にて初お披露目となった。
また、10月24日には「グルミク2周年記念生放送」番組内で11月13日にベルーナドームにて開催される「ブシロード15周年ライブ」に入江が初登場する事が発表された。
2024年10月にマリン・エンタテインメントによって同じ事務所（WITH LINE）の伊藤ゆいな・丸岡和佳奈とともに声優ユニット「MerryFave」を結成し、現在活動中である。

## 人物・交友関係
- 所持資格は環境カオリスタ[18]、美肌セラピスト[19]、心理交渉術スペシャリスト[20]、ナチュラルビューティースタイリスト、日本化粧品検定3級、ビジネス実務マナー文化教育検定3級[21]。
- 推理小説作家の今村昌弘は又従兄弟である[22]。
- 業界内で親しまれているマイコォという愛称は、同じユニットとして活動しているHappy Around!明石真秀役・各務華梨が名付け親である[23]。

## 受賞歴

### 女優・声優業
- オスカープロモーション×青二プロダクション
  - 第1回(2014年度)全日本国民的美声女コンテスト-ブルーオスカーニコニコ賞

### 音楽業
- 一般社団法人全日本ピアノ指導者協会PIARAピアノコンクール[6]
  - 2003年 第7回PIARA PIANO COMPETITION in Nagasaki - 最優秀賞
  - 2004年 第8回PIARA PIANO COMPETITION in Nagasaki - 最優秀賞
  - 2005年 第9回PIARA PIANO COMPETITION in Nagasaki - 最優秀賞
  - 2006年 第10回PIARA PIANO COMPETITION in Nagasaki - 最優秀賞
  - 2006年 第10回全日本PIARA PIANO Contest全国大会A部門 - フレデリック・ショパン奨励賞
- 一般社団法人全日本ピアノ指導者協会ピティナ・ピアノコンペティション [24]
  - 2000年 第24回PITINA PIANO COMPETITION in Nagasaki - 2位
  - 2008年 第32回PITINA PIANO COMPETITION in Nagasaki - 銅賞
- 長崎高校音楽コンクール
  - 2008年 第47回NAGASAKI HIGH SCHOOL MUSIC Competition - 3位
  - 2009年 第48回NAGASAKI HIGH SCHOOL MUSIC Competition - 最優秀賞
  - 2010年 第49回NAGASAKI HIGH SCHOOL MUSIC Competition - 準最優秀賞
- 第51回（2009年度）若い芽コンサートオーディション-奨励賞

## 出演
太字はメインキャラクター。

### ランウェイ
ランウェイは便宜上、SPRING/SUMMER→S/S、AUTUMN/WINTER→A/Wとする。
- 第3回クラウドコンピューティングEXPO［春］（東京ビッグサイト）
- Windows Server Cloud Day 2012
- ENERGY CHARGE FOR WOEMENうたまい☆ピンクリボン2011チャリティイベント（2011S/S）[25]
- COLOR- iCOLLECTION（2011S/S、2012A/W、2013A/W）
  - COLOR- iCOLLECTION VOL.10×クリスマスファッションショー
  - COLOR-I COLLECTION J-ROCK 2012 ファッションショー横浜BLITZ
  - COLOR-I COLLECTION 2013スプリングファッションショー[26]
- Girls Award（2011S/S、2011A/W）
- ハニーチェガールズ（渋谷109特設ステージ『全日本美声女コンテストユニット』）株式LIB JAPAN[27]
- ハニーチェPRキャラクター、ハニーチェガールズ（博報堂 LIB JAPAN）[28]
  - Honeyceサンプリングイベント（2014年4月7日、マツモトキヨシ渋谷店）[29]
  - 静岡キャラバン（2014年4月16日）
- BE-STAFFE GIRLS COLLECTION 2017（スペシャルゲスト）[26]
- Be-STAFFE Anime & fashion 2018

### 広報大使
- LIB JAPAN Honeyce'Girls（2014年）[28]

### CM・広告
- 『博報堂』（ハニーチェ）[27]
  - ハニーチェガールズJR編 シティリビング JR女性専用車両トレインチャンネル 2014年4月9日 - 4月22日
  - ハニーチェガールズWEB編 LIB JAPAN 3月21日 - 4月21日
- 『エス・エム・エス』（文化放送）
- 『西武鉄道』（円融寺）

### 雑誌
- 『月刊ショパン』（2007年、第11回ピアラピアノコンクール全国大会受賞者として）[30]
- 『光文社』（女性自身 VOL.1 - VOL.3）2014年5月13日 - 6月10日
- 『KADOKAWA』（文化放送ナースナビ VOL.1 - VOL.5）2014年10月号 - 12月号

### テレビ番組
- 出没!アド街ック天国（テレビ東京、2012年11月、恵比寿篇） - 友情出演
- ザ!世界仰天ニュース（「仰天チェンジ」VTR） - 美少女 役[31]
- 中居正広の金曜日のスマたちへ（TBS、再現VTR） - 紗栄子 役
- 痛快TV スカッとジャパン（フジテレビ、VTR） - 宮本由衣 役[32]
- 全日本美声女コンテスト密着ドキュメンタリー（2014年、J:COM）
- 街美女アルバム（テレビ埼玉、2014年9月）- #101 西武秩父篇 声優として[33]
- D4DJ Happy Around! の課外活動報告（2022年10月7日 - 、TOKYO MX、BS日テレ）

### 舞台・ミュージカル
- 新撰組伝～沖田総司の一生～（2017年5月30日 - 6月5日） - ヒロイン・お悠 役[34][12]
- 新訳・真田十勇士（2017年12月10日 - 12月19日、池袋シアターグリーン BIG TREE THEATER） - 村娘・さくら 役[35][36]
- 舞台『少年秘密倶楽部 - 零 -』（2023年4月27日 - 30日、BOX in BOX THEATER）- ローレル 役（ ※ 鷹村彩花・十二稜子とのトリプルキャスト）[37]
  - 舞台『少年秘密倶楽部 - 零 -』再演（2024年4月17日 - 4月19日、萬劇場）
  - 『少年秘密倶楽部［壱］〜箱庭の自由〜』（2024年7月3日 - 7月7日、新宿村LIVE）
- 朗読劇『あの星に願いを』（2023年5月24日 - 28日、CBGKシブゲキ!!） - 小松弘美 役（ ※ 伊藤彩沙・駒形友梨とのトリプルキャスト）[38]
- キミに贈る朗読会 ピグミーシーホース（2024年10月26日 - 27日、MsmileBOX渋谷）- 佐藤ゆうび 役[39]

### テレビアニメ
2016年
- orange（女子高生）

2018年
- はるかなレシーブ（生徒2）
- パーフェクトワールド（西村楓）

2019年
- なむあみだ仏っ!-蓮台 UTENA-（小型ボンノウ）

2020年
- pet（療養施設の職員たち）

2021年
- 恋と呼ぶには気持ち悪い（女子A）
- セブンナイツ レボリューション -英雄の継承者-（女子生徒）

2022年
- RPG不動産（火の精霊）
- アイドリッシュセブン Third BEAT!（女性C）

2023年
- D4DJ All Mix（渡月麗）
- 聖者無双〜サラリーマン、異世界で生き残るために歩む道〜（案内役）

### 劇場アニメ
- HoneyWorks 10th Anniversary "LIP×LIP FILM×LIVE"（2020年12月、東映）[43]

### WEBアニメ
2010年代
- 戦国ダンス STEP ON THE WARRIOR（2014年、主演・豊臣サリナ）

2020年代
- オルタード・カーボン:リスリーブド（2020年、※Netflix制作のテレビ映画）
- Webアニメ『D4DJ』（2023年 - 、渡月麗）

### 吹き替え
- インビテーション / 不吉な招待状（2017年、タイの友人の少年〈エイデン・ロヴカンプ〉）[45]

### ドラマCD
- 戦国ダンス STEP ON THE WARRIOR（2014年、主演・豊臣サリナ）[44]
- RabiBerry（主演・ラビベリー）
- 妹さえいればいい。 第13巻特装版CD「ザ・ムービー・妹・オブ・ザ・デッド」[46]
- 警視庁 特務部 特殊凶悪犯対策室 第七課 -トクナナ-「ドラマCD七課イン・ザ・パーティvol.1」（一ノ瀬にナンパされる女性）[47]
- Happy Around! 5th LIVE Happy×2 Around! SpecialドラマCD後編（渡月麗[48]）

### BLCD
- CROWN WORKS BLドラマCD「フロウフルレメディ」（2024年、ひな[49]）

### ゲーム
2015年
- はじける!キャラ＆ポップ（くまモン）

2016年
- KRITIKA:REBOOT〜天上の騎士団〜（2016年 - 2019年、ヨウリ） - スマートフォン版
- ガールズリボーン-生まれ変わった美少女-  （2016年 - 2017年、エイダ）

2017年
- 輝星のリベリオン（ジュリエット、カーミラ）
- SKYOVER（魔者）
- モンスターストライク（2017年 - 2024年、ダイナ、スクルド、パンターG、ケット・シー〈獣神化〉、韋駄天、いばら姫 ネム、ローレライ〈獣神化以降〉）
- ファイトリーグ（シカバネの姫君、渦巻みどり、終劇のマリネッタ、白ノ武葬、公安ドロイド Ai、お山の大将 岳さん、デコレーション仮面ホイッ、アイシング仮面チョコホイップ、世紀末教師G.T.K.の女の子、純潔を貫く鉄の淑女）
- スマッシュ&マジック（マリー、ジュノ）

2018年
- ウチの姫さまがいちばんカワイイ（招極土姫サクヤ、招天雷姫ミカ）
- アンダーグラウンドシンフォニー
- 武器よさらば（鼓舞ツバキ）

2019年
- ドラガリアロスト（アンシー）
- モンストドリームカンパニー（2019年 - 2020年、ケット・シー、マーメイド・ローレライ）

2020年
- 戦国布武～我が天下戦国編～ (2020年 - 2021年、宮本武蔵、竹中半兵衛、お宮)
- マギアレコード 魔法少女まどか☆マギカ外伝（2020年 - 2023年、三浦旭）
- 戦の海賊-センノカ- （フローリア）

2021年
- 東方ダンマクカグラ（姫海棠はたて）

2022年
- 幻獣契約クリプトラクト（ネト）
- D4DJ Groovy Mix（2022年 - 2023年、渡月麗〈2代目〉）

2025年
- Mecha BREAK（女性主人公プレイヤー6）

### パチンコ・パチスロ
- L D4DJ Pachi-Slot Mix（2024年、渡月麗[67]）

### ボイスドラマ
- Happy Around! 5th LIVE「Happy×2 Around!」Specialドラマ（2025年、渡月麗[68]）

### オーディオドラマ
- 魔法詠唱の練習（エリーゼ[69]）※ 文化放送Ａ＆Ｇ「土岐俊一のボイコネ劇団」
- 今、瑠璃色の星で（2024年8月3日、 FMシアターNHK-FM）※ 方言監修 [70]

### デジタルコミック
- パーフェクトワールド（西村楓[41]）
- 契約婚でも愛は芽生えますか？（矢沢[71]）
- 偽モテ男に恋愛指南は荷が重い（女子小学生2、女子高校生6・8、女性客1、女優2[72]）

### ナレーション
- マツモトキヨシ店内放送「ハニーチェ（博報堂）2014年5月13日〜5月20日」
- CMナレーション[73]
  - 宇多田ヒカル（大空で抱きしめて）
  - Bentham（Chicago）
- D4DJシリーズ
  - Happy Around!4th LIVE「Happy Presentation!」TVCM（2023年2月）[74]
  - Happy Around! 4th Single「シンガロング、プリーズ！」TVCM（2023年5月 -）[75]

### 配信番組
- S.S.D.S～愛の究極診断(エクストリーム・エラー)（2014年、ニコニコ生放送）
- 美声女ホームルーム♪（2014年7月 - 2015年10月、SHOWROOM）
- モンスターストライク「もんすと放送局」
  - 峯田大夢のフラパにでたい！みねたさん（2022年6月22日 - 29日、Spotify、Amazon Music、YouTube）[76]
  - ターザン馬場園の運極のおともラジオ（2023年1月11日 - 4月5日、YouTube）[77]
- Happy Around!期間限定WEBラジオ「はぴ×２ラジオ」（2025年 -、）[78]

### 映像作品
- 戦国ダンスSTEP ON THE WARRIOR収録後特番（2014年、YouTube）[79]
- モンスターストライク「獣神化ローレライに言ってもらってみた！声優、入江麻衣子さん初登場！」（2020年8月、YouTube）[80]
- ブシロード15周年記念ライブ in ベルーナドーム / ミルキィホームズのサタデーナイトトークライブ Blu-ray（2023年）[81]
- Happy Around! Concept CD「ビッグでバンなアラウンド！」特典Blu-ray Happy Around!4th LIVE Happy presentation（2023年）[82]
- Happy Around!5th Single「アバンチューールなサマーデーーイズ」特典Blu-ray 「TWO RHYTHM☆TOURISM」昼公演（2024年）[83]
- D4DJ D4 FES. XROSS∞BEAT Blu-ray（2024年、DISC2枚組）[84]

### メディアミックスコンテンツ
- 戦国ダンス STEP ON THE WARRIOR（豊臣サリナ）[44]
- D4DJシリーズ（Happy Arond!・渡月麗）

### その他コンテンツ
- 次世代トークアプリ755「声優・入江麻衣子のオフィシャルルーム」
- オスカープロモーション2015年版カタログ[85]
- 美学生図鑑 2013年版[1]
- 美女暦・サンタクロース版
- ダ・ヴィンチ読みたガール

## ディスコグラフィ

### キャラクターソング
| 発売日   | 商品名                                                       | 歌                                                                                 | 楽曲 | 備考                                                     |
| 2022年   | 2022年                                                       | 2022年                                                                             | 2022年 | 2022年                                                   |
| -------- | ------------------------------------------------------------ | ---------------------------------------------------------------------------------- | --- | -------------------------------------------------------- |
| 8月22日  | 演葬                                                         | 午前0時のフォークロア                                                              | 「演葬」 | ゲーム『マギアレコード 魔法少女まどか☆マギカ外伝』関連曲 |
| 2023年   |                                                              |                                                                                    | |                                                          |
| 3月15日  | Around and Around                                            | Happy Around!                                                                      | 「Look at me♡」 | テレビアニメ『D4DJ All Mix』挿入歌                       |
| 5月17日  | シンガロング、プリーズ！                                     | Happy Around!                                                                      | 「シンガロング、プリーズ！」 「Merry-Go-Around!♡」 | 『D4DJ』関連曲                                           |
| 7月12日  | D4DJ Groovy Mix カバートラックス vol.8                       | Happy Around!                                                                      | 「ヒャダインのじょーじょーゆーじょー」 「Sparkling Daydream」 | ゲーム『D4DJ Groovy Mix』関連曲                          |
| 10月4日  | ビッグでバンなアラウンド！                                   | Happy Around!                                                                      | 「アトモスフィアラウンド」 「TRANCE TOURS」 「Cosmic CoaSTAR（ビッグでバンなアラウンド！ Remix）」 「Happy Music♪（Hello World Remix）」 | 『D4DJ』関連曲                                           |
| 12月20日 | D4DJ EXCLUSIVE TRACKS                                        | Happy Around!                                                                      | 「ぎぶみーAwesome!!!!（ver. 2023）」 「Make My Style（ver. 2023）」 「Brand New World（ver. 2023）」 | テレビアニメ『D4DJ First Mix』関連曲                     |
| 12月20日 | D4DJ EXCLUSIVE TRACKS                                        | Happy Around!×Peaky P-key                                                          | 「Peaky Around!!」 | テレビアニメ『D4DJ All Mix』挿入歌                       |
| 12月20日 | D4DJ EXCLUSIVE TRACKS                                        | D4DJ ALL STARS                                                                     | 「LOVE!HUG!GROOVY!! +nova」 | ゲーム『D4DJ Groovy Mix』関連曲                          |
| 2024年   |                                                              |                                                                                    | |                                                          |
| 2月28日  | アバンチューールなサマーデーーイズ                           | Happy Around!                                                                      | 「アバンチューールなサマーデーーイズ」 「モアドキッ」 | ゲーム『D4DJ Groovy Mix』関連曲                          |
| 4月24日  | D4DJ Groovy Mix カバートラックス vol.9                       | Happy Around!                                                                      | 「エクストラ・マジック・アワー」 「ヒトリゴト」 | ゲーム『D4DJ Groovy Mix』関連曲                          |
| 5月22日  | D4DJ XROSS∞BEAT                                              | Happy Around!×Lyrical Lily                                                         | 「世界の夜明けと半熟ワンダーランド」 | ゲーム『D4DJ Groovy Mix』関連曲                          |
| 5月22日  | D4DJ XROSS∞BEAT                                              | Happy Around!×UniChØrd                                                             | 「バイタルサイン」 | ゲーム『D4DJ Groovy Mix』関連曲                          |
| 12月25日 | Are you Happy? I'm Happy!                                    | Happy Around!                                                                      | 「Dig Delight!（ver. 2024）」 「Direct Drive!（ver. 2024）」 「Happy Music♪（ver. 2024）」 「ぐるぐるDJ TURN!!（ver. 2024）」 「Happy Around Days（ver. 2024）」 「HONEST-happy a word-（ver. 2024）」 「Summer Wonder（ver. 2024）」 「パノラマリウム（ver. 2024）」 「HAPPIEST☆DREAM（ver. 2024）」 「仲良しのシリウス」 「カレーライスが大好き♡」 「君にハピあれ♪（ver. 2024）」 「Cosmic CoaSTAR（ver. 2024）」 「Feelin' Good-Day!!」 「Happy Melty Party」 「正解はひとつ!じゃない!!（Cover ver. 2024）」 | 『D4DJ』関連曲                                           |
| 12月25日 | Are you Happy? I'm Happy!                                    | 渡月麗（入江麻衣子）                                                               | 「恋愛サーキュレーション」 | 『D4DJ』関連曲                                           |
| 2025年   |                                                              |                                                                                    | |                                                          |
| 3月5日   | SUPERSTAR                                                    | Happy Around!・Peaky P-key・Photon Maiden・Merm4id・燐舞曲・Lyrical Lily・UniChØrd | 「SUPERSTAR」 | ゲーム『D4DJ Groovy Mix』関連曲                          |
| 3月5日   | D4DJ Groovy Mix カバートラックス Extra Edition Happy Around! | Happy Around!                                                                      | 「Yes! BanG_Dream!」 「熱風海陸ブシロード 〜熱き咆哮〜」 | ゲーム『D4DJ Groovy Mix』関連曲                          |

### 作曲

#### 管弦楽
J研配信曲のみ
- 天空華暦-旅のテーマ
- 桜華淡雪-light pale blossom-
- 希望の光-ピアノver
- 月夜輝夜ツキヨカグヤ
- 天女の美桜水ｰテンニョノビオウスイ
- 輪廻転生～霧と運命と絆
- 涙の宝石箱
- 晩餐の奇妙な絡繰時計

#### ピアノ曲
- シェーラとファリード
- ハイルの手料理
- 失われた記憶-ダイアモンドの都
- 仲間の絆
- 旅路-シェーラひめのぼうけん
- 天才少女ミリアム
- 魔法使いファリードの猫嫌い

## ライブ・コンサート

### ライブ・イベント
2022年
- 5周年記念「Magia Day 2022」（三浦旭役として）［2022年8月22日］
- ブシロード15周年記念ライブ / ベルーナドーム（Happy Around!後任として初デビューステージ）［2022年11月13日］

2023年
- Happy Around!4th LIVE 『Happy Presentation!』/ Zeep haneda（昼夜2公演）［2023年3月5日］
- Cue! You! In! 〜D4DJ vs 電音部〜 / Zepp DiverCity（TOKYO）［2023年4月22日］ 
- モンスト春祭り2023 /  大田区産業プラザPiO 大展示ホール［2023年4月29日］
- ブシロードカードゲーム祭 / 東京ビッグサイト［2023年4月30日］
- コトネの日 / 豊洲PIT［2023年5月10日］
-  アニソンディスコ ～とびっきりの中野サブカル超決戦～ / 中野サンプラザ ［2023年6月22日］
- DIGGLER'S HIGH feat.D4DJ VOL1  /  WARP SHINJUKU  ［2023年8月11日］
- 朗読劇「あの星に願いを」アフターイベント / Mixalive Hall Mixa ［2023年8月19日］ 
- アニソン野外フェス「ナガノアニエラフェスタ2023」/ 長野駒場公園［2023年9月16日］
- Happy Around!×Lyrical Lily 合同LIVE『TWO RHYTHM☆TOURISM』 Zeep shinjuku（昼夜2公演）［2023年10月9日］
- ヴァイスシュヴァルツ15周年記念ライブ / 東京ガーデンシアター［2023年11月2日］
- Happy Around!・Lyrical Lily Concept CD『ビッグでバンなアラウンド！』『Hello World』リリース記念イベント / タワーレコード渋谷［2023年11月11日］

2024年
- 鷲崎健のアコギFUN！クラブ#84 / 白金高輪SELENE b2［2024年3月15日］
- D4DJ D4FES XROSS∞BEAT / パシフィコ横浜 国立大ホール［2024年5月26日］
- SEASIDE STREAMING Presents ～トネケンプレミアム 2024～ / ブティストホール［2024年6月22日］

- SEASIDE AZATO LOVE PARTY 2024 / 劇的スペース・オメガ東京［2024年10月19日］
- MARINE ENTERTAINMENT Girl's Variety Unit 新ユニットお披露目イベント / アニメイトシアター［2024年10月20日］
- 声優格付けチェックプレミアム2024〜Winter〜［2024年12月7日］
- SEASIDE Christmas Festival 2024 / 科学技術館サイエンスホール［2024年12月21日］

2025年
- Merry Fave FANMEETING 2025 JANUARY/ アニメイトシアター［2025年1月5日］
- Happy Around! selection Album「Are you Happy? I'm Happy!」リリースイベント / AKIHABARAゲーマーズ本店［2025年2月9日］
- SEASIDE AZATO LOVE PARTY 2025～Winter～ / 築地本願寺ブディストホール［2025年2月16日］
- Happy Around! 5th LIVE Happy×2 Around!/ SUPERNOVA KAWASAKI（昼夜2公演）［2025年3月1日］
- SEASIDE SPRING FESTA 2025 / 科学技術館サイエンスホール［2025年3月15日］
- MerryFave FANMEETING 2025 APRIL / アニメイトシアター［2025年4月19日］
- シーサイドゴールデンウィークプレミアム2025 松田利冴ショー2025［2025年5月4日］
- 俊龍F～死ぬほどあのコールさせてやるよ～ / カルッツかわさき［2025年5月11日］
- SEASIDE AZATO LOVE PARTY スピンオフイベント～みんなのあざとホームパーティ / オメガ東京［2025年5月25日］
- Merry Fave FANMEETING 2025 July/ アニメイトシアター［2025年7月27日］

### コンサート
| 公演年 | コンサートタイトル・番組名                                           | 公演会場                  |
| ------ | -------------------------------------------------------------------- | ------------------------- |
| 2010年 | 第51回若い芽コンサートオーディション上位入賞者による島巡りコンサート | 2月8日                    |
| 2011年 | 入江麻衣子ピアノソロコンサート2011                                   | 4月12日 Piano Salon Noah  |
| 2012年 | Maiko irie valentine's piano                                         | 2月6日                    |
| 2012年 | 音の玉手箱-MAIKO IRIE-                                               | 4月2日                    |
| 2014年 | MAIKO MUSIC ONLINE                                                   | 12月2日 YouTube生配信のみ |
| 2014年 | 故郷 - Partendo 入江麻衣子ピアノコンサート2014                       | 12月24日                  |

### 番組内でのピアノ演奏
| 出演日        | 番組                                                                       | 演奏曲                                            |
| ------------- | -------------------------------------------------------------------------- | ------------------------------------------------- |
| 2022年6月22日 | モンスターストライクもんすと放送局 峯田大夢のフラパにでたい！みねたさん    | ・モンスターストライクメインテーマ ・罪過の協奏曲 |
| 2022年10月7日 | D4DJ Happy Around!の課外活動                                               | ・ぐるぐる DJ TURN（Happy Around!）               |
| 2023年12月5日 | マギアレコード魔法少女まどか☆マギカ外伝 「TV神浜スペシャルチャンネル2023」 | ・Folklore of 0 ・Dance in the war ・Farewell     |
| 2024年3月15日 | 鷲崎健のアコギFUN！クラブ                                                  | ・パノラマリウム（Happy Around!）                 |
| 2025年2月10日 | モンスターストライク公式TikTok                                             | ・黎絶 怖畏ナル罪過 道中BGM                       |